# Egocentrizem
Egocentrizem je ena izmed omejitev mišljenja na predoperativni stopnji po Piagetovi teoriji mišljenja. Pomeni, da otrok ni zmožen razlikovati svoje perspektive (svojih dejavnosti, zanznavanja, mišljenja in doživljanja) od perspektiv drugih, kar pomeni, da otrok ne razume, da drugi vidijo določene stvari drugače kot on.